# Comic Con Ucrânia
Comic Con Ucrânia (abreviada como CCU) é uma exposição anual de entretenimento e convenção de fãs de jogos de computador e videogames, séries de TV, cinema e quadrinhos na Ucrânia. A primeira convenção foi realizada ao lado da Art Factory «Platform» em 2018.
Desde o início, o foco da exposição foi voltado para histórias em quadrinhos e filmes relacionados à ficção científica/fantasia, televisão e artes populares semelhantes, a convenção inclui uma gama maior de elementos de cultura pop e entretenimento em praticamente todos os gêneros, incluindo horror, animação, anime, mangá, brinquedos, jogos de cartas colecionáveis, videogames, webcomics e romances de fantasia no país.

## História

### 2018

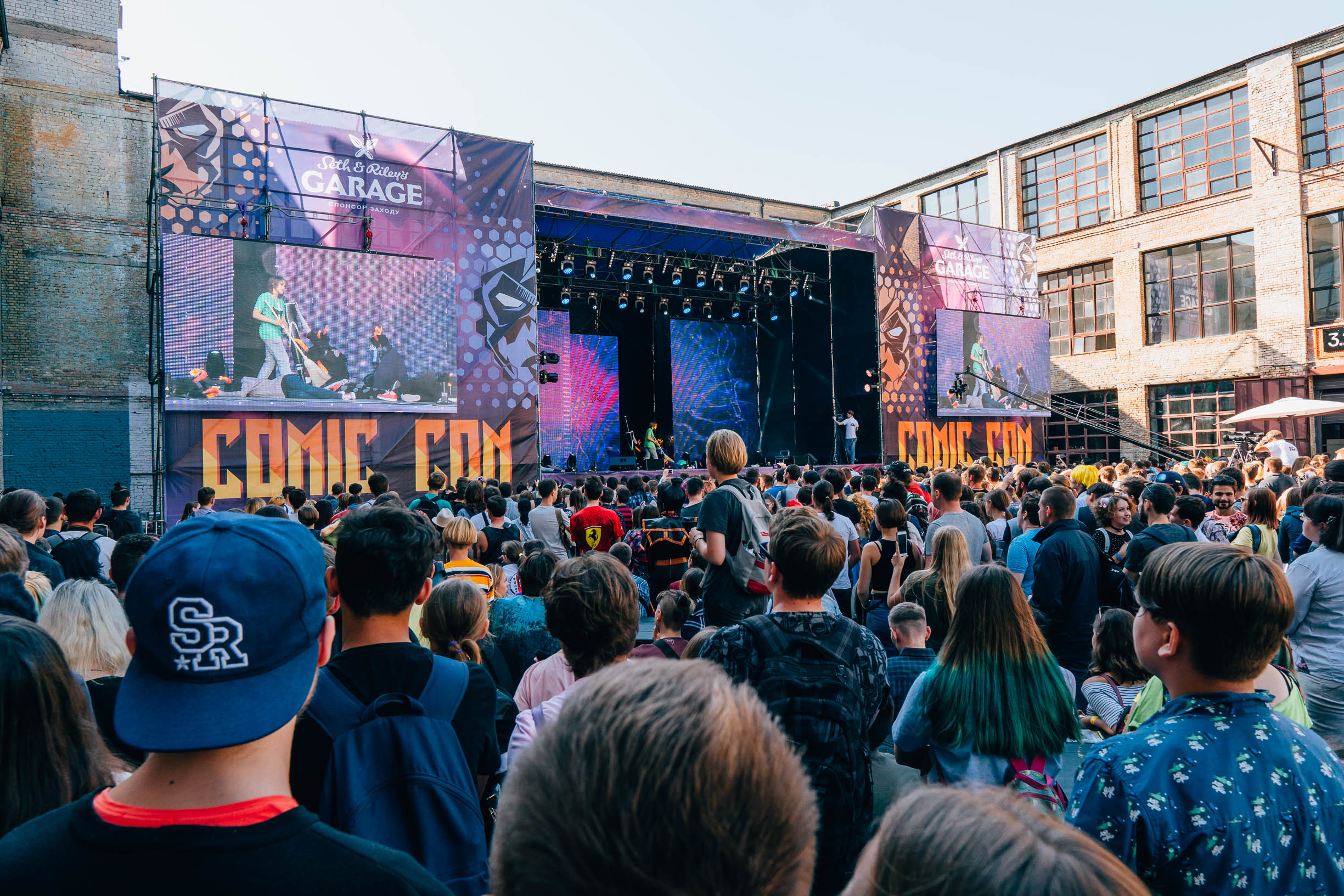
Palco principal em 2018.

A convenção foi realizada de 22 a 23 de setembro, com mais de 20.000 visitantes, o que tornou o festival o maior da Ucrânia no gênero. Entre os convidados estavam personalidades como John Rhys-Davies, Bryan Dechart e Amelia Rose Blaire.

### 2019
A convenção foi realizada de 21 a 22 de setembro, com mais de 30.000 visitantes, o que fez dele a Comic Con mais visitada do Leste Europeu. Entre os convidados estrangeiros do festival estavam John Romero, Danny Trejo e Christopher Lloyd. Para convenção foi projetado um museu em homenagem à franquia estadunidense Star Wars.

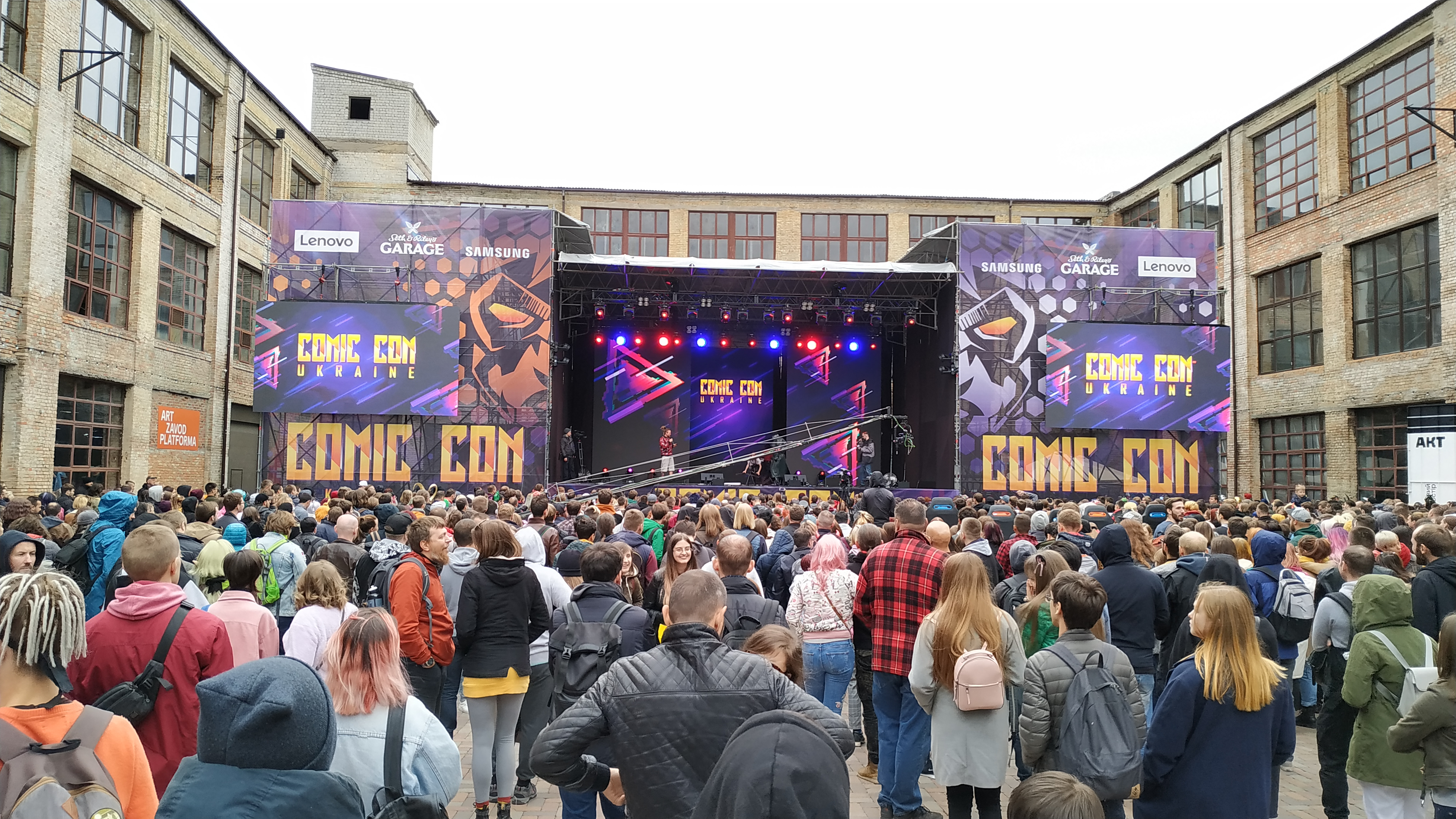
Palco principal em 2019.

Para a realização do feito, uma equipe alemã do "Projeto X1" trouxe um modelo realista do caça estelar T-65 X-Wing de Star Wars. O comprimento do modelo é de dez metros e possui um peso de 2,3 toneladas.
No festival participaram catorze bandas no palco principal, incluindo o American Magic Sword. Muitos editores de quadrinhos ucranianos participaram do festival. Quarenta e quatro futuras edições ucranianas de quadrinhos tiveram suas datas anunciadas, bem como os primeiros livros de arte para videogames em ucraniano. Mais de trinta quadrinhos foram lançados no festival.

## Localização e datas
| Edição | Ano  | Datas                                       | Local                                          | Área (m²)                                      | Público                                        | Convidados                                          | Ref.   |
| ------ | ---- | ------------------------------------------- | ---------------------------------------------- | ---------------------------------------------- | ---------------------------------------------- | --------------------------------------------------- | ------ |
| 1      | 2018 | 22 - 23 de setembro                         | Art Factory «Platform»                         | 20.000                                         | 20.000+                                        | John Rhys-Davies, Bryan Dechart, Amelia Rose Blaire | [ 18 ] |
| 2      | 2019 | 21 - 22 de setembro                         | Art Factory «Platform»                         | 30.000                                         | 30.000+                                        | John Romero, Danny Trejo, Christopher Lloyd         | [ 19 ] |
| 3      | 2020 | Cancelado (Pandemia de COVID-19 na Ucrânia) | Cancelado (Pandemia de COVID-19 na Ucrânia)    | Cancelado (Pandemia de COVID-19 na Ucrânia)    | Cancelado (Pandemia de COVID-19 na Ucrânia)    | Cancelado (Pandemia de COVID-19 na Ucrânia)         | [ 20 ] |
| 4      | 2021 | Cancelado (Pandemia de COVID-19 na Ucrânia) | Cancelado (Pandemia de COVID-19 na Ucrânia)    | Cancelado (Pandemia de COVID-19 na Ucrânia)    | Cancelado (Pandemia de COVID-19 na Ucrânia)    | Cancelado (Pandemia de COVID-19 na Ucrânia)         | [ 20 ] |
| 5      | 2022 | 3- 4 de setembro                            | Cancelado pela Invasão da Ucrânia pela Rússia. | Cancelado pela Invasão da Ucrânia pela Rússia. | Cancelado pela Invasão da Ucrânia pela Rússia. | Cancelado pela Invasão da Ucrânia pela Rússia.      | [ 21 ] |
| 6      | 2023 |                                             | Cancelado pela Invasão da Ucrânia pela Rússia. | Cancelado pela Invasão da Ucrânia pela Rússia. | Cancelado pela Invasão da Ucrânia pela Rússia. | Cancelado pela Invasão da Ucrânia pela Rússia.      |        |